# Бе Ен Пе Париба Оупън 2013
Бе Ен Пе Париба Оупън 2013 е 38-ото издание на Бе Ен Пе Париба Оупън. Турнирът е част от категория „Висши“ на WTA Тур 2013 и ATP Световен Тур 2013. Провежда се в американския град Индиън Уелс от 7 до 17 март.